# Hiren's BootCD
Hiren’s BootCD – zbiór aplikacji do diagnozowania i eliminowania usterek komputerowych, funkcjonujący w formie Live CD. Ostatnia wersja pierwotnego zestawu to 15.2. Pakiet zawiera szereg narzędzi zgrupowanych w kilku kategoriach, dostępne aplikacje umożliwiają m.in. zarządzanie partycjami dyskowymi oraz rozwiązywanie problemów z rozruchem systemu.
Zestaw ten umożliwia skorzystanie z oprogramowania przeznaczonego dla systemu DOS, Windows oraz Linux. Z kilkudziesięciu programów wchodzących w jego skład, część posiada licencje shareware, część freeware, a część freeware z zastrzeżeniem zabraniającym używać tych programów w zastosowaniach komercyjnych. Hiren może być używany jedynie przez firmy posiadające osobne licencje na te programy. Popularne, komercyjne programy Norton Ghost oraz Ghost Explorer ostatni raz zostały dołączone do wersji 10.4.
Hiren’s Boot CD zawiera środowisko Mini Windows XP, Parted Magic, DOS i jądro Windows 98. Najwięcej programów jest przeznaczonych na środowisko Mini Windows XP.
Płytę można modyfikować dołączonym programem HBCDCustomizer (Mini Windows XP) – możliwe jest np. dodanie komercyjnych programów bądź dodatkowych środowisk typu Ubuntu Rescue Disk.
Opracowano także Hiren’s BootCD PE, oparty na Windows 10 PE dysk ratunkowy stanowiący kontynuację Hiren’s BootCD.